# سفارة إيران السابقة في الولايات المتحدة

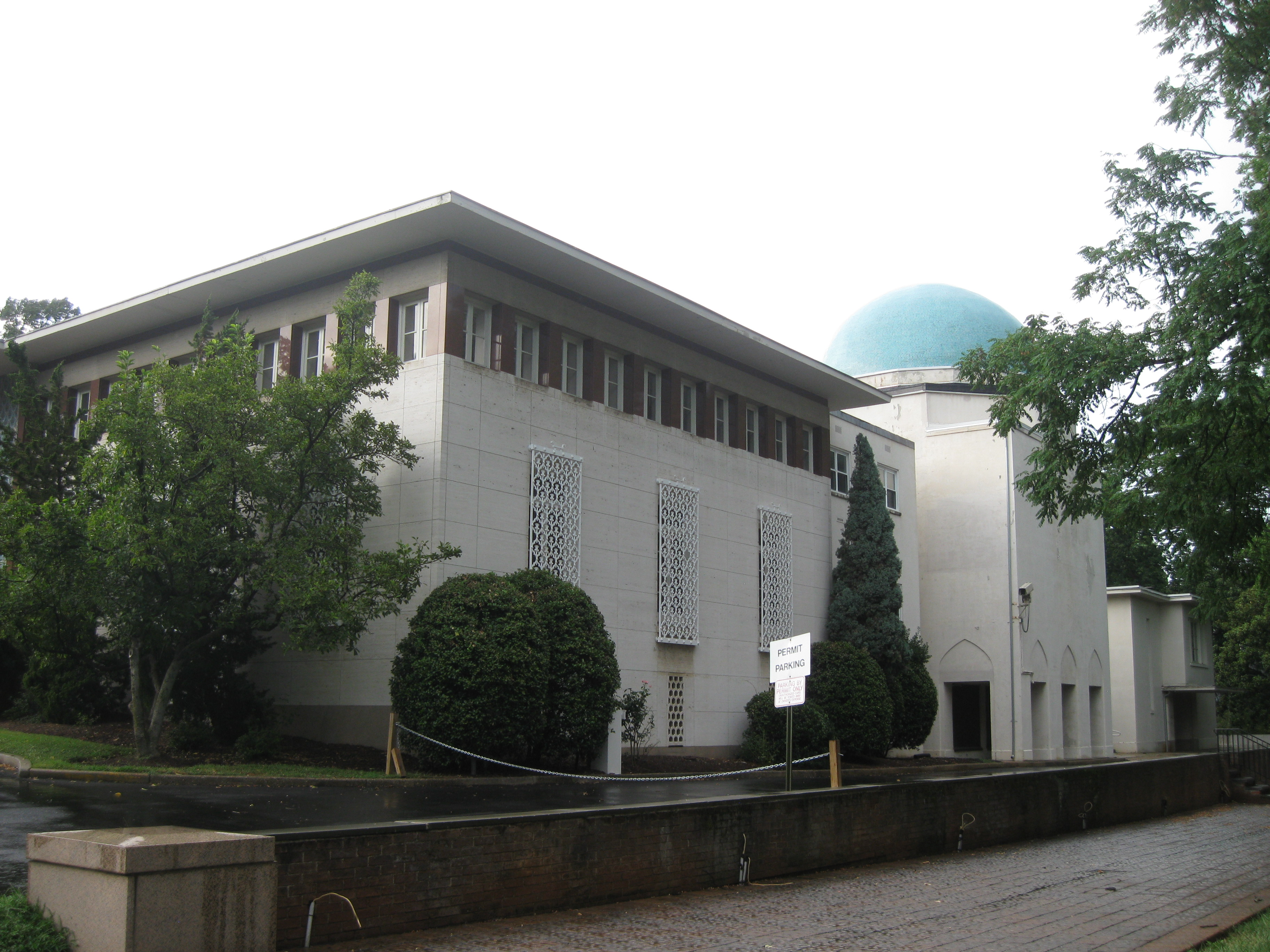
السفارة الإيرانية السابقة في العاصمة واشنطن

السفارة الإيرانية السابقة في الولايات المتحدة الأمريكية (بالإنجليزية: .Former Embassy of Iran in Washington, D.C)‏ (بالفارسية: سفارت ایران در آمریکا) ، هي السفارة الإيرانية التي كانت تعمل دبلوماسيها في الولايات المتحدة الأمريكية ، وكانت السفارة في عهد محمد رضا بهلوي عاشت في فترة العصر الذهبي  ، وذلك من حيث قوة العلاقات الدبلوماسية والصفقات العسكرية، ولكن بعد بعد حادثة احتجاز الرهائن في السفارة الأمريكية بـطهران ، أثرت على العلاقة الثنائية بين البلدين بسبب عدم تسلم الحكومة الأمريكية شاه محمد رضا بهلوي للثورة الإيرانية، وبعد رحيل بهلوي في مصر ، وانتهاء أزمة الرهائن الدبلوماسيين، أتفقت الولايات المتحدة وإيران على إنهاء العلاقة الدبلوماسية بين البلدين في عقد الثمانينات من القرن العشرين، واغلقت السفارة الإيرانية في واشنطن وظلت مهجورة إلى يومنا هذا.

## اقرأ أيضاً
- وزارة الخارجية الإيرانية
- علاقات إيران الخارجية
- الرهائن الأمريكيين في إيران